# Seg gelélav
Seg gelélav (Collema tenax) är en lavart som först beskrevs av Olof Swartz, och fick sitt nu gällande namn av Erik Acharius. Seg gelélav ingår i släktet Collema och familjen Collemataceae.  Arten är reproducerande i Sverige. Inga underarter finns listade i Catalogue of Life.